# Giovanni Lombardi
Giovanni Lombardi (født 20. juni 1969 i Pavia, Italien) er en tidligere italiensk cykelrytter.
I sine tidlige år deltog han i to omgange i OL. Første gang var OL 1988 i Seoul, hvor han stillede op i pointløb og blev nummer elleve. Ved legene fire år senere i Barcelona var han med på det italienske hold i holdforfølgelsesløb; italienerne blev her nummer fire. Han stillede også op i pointløbet og blev nummer fem i det indledende heat. Finalen blev kørt i et højt tempo, og alle 21 ryttere, der gennemførte, sluttede på omgangshøjde. Inden sidste spurt havde tre ryttere chancen for at vinde: Léon van Bon fra Holland med 41 point, Lombardi med 38 og Cédric Mathy fra Belgien med 31 point. Mathy vandt denne spurt og nåede på 41 point, mens Lombardi blev nummer tre og nåede 44 point, mens van Bon blev nummer fire og nåede 43 point. Dermed blev det Lombardi, der blev olympisk mester, men van Bon vandt sølv og Mathy bronze.
Lombardi blev professionel i 1992 og indstillede sin aktive karriere efter 2006-sæsonen.